# Johann Elert Bode
Johann Elert Bode (Amburgo, 19 gennaio 1747 – Berlino, 23 novembre 1826) è stato un astronomo tedesco, noto soprattutto per la sua riformulazione e divulgazione della legge di Titius-Bode e come contributo nella determinazione dell'orbita di Urano, per il quale suggerì anche il nome.

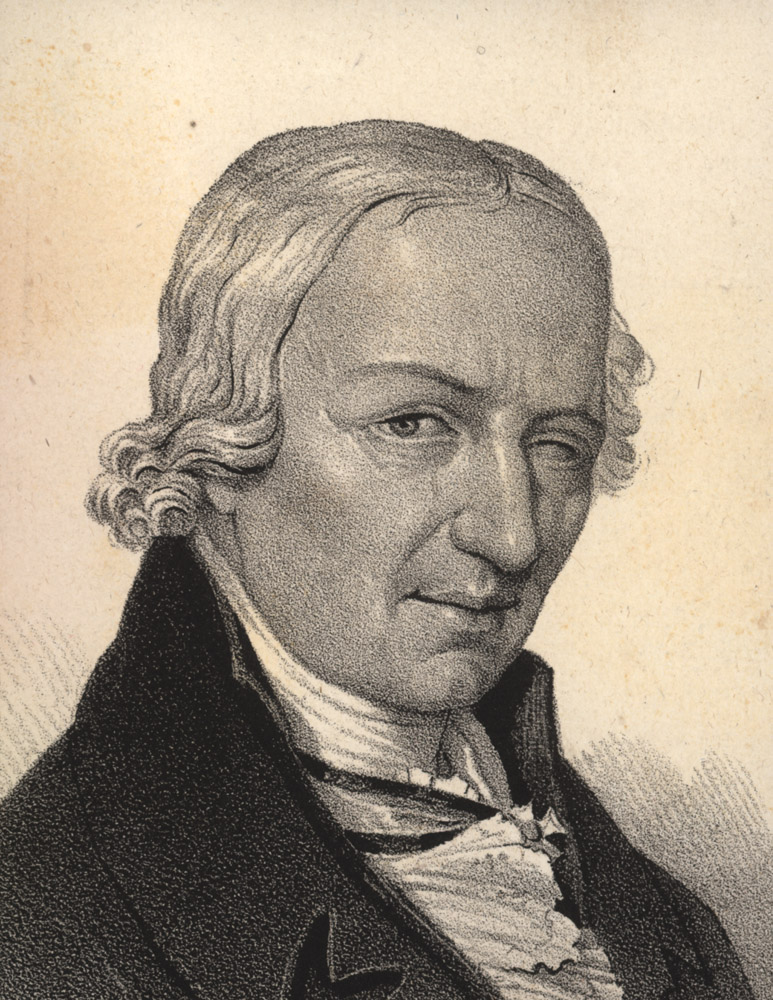
Johann Elert Bode

È anche accreditato per la scoperta della Galassia di Bode (M81).

## Biografia
Bode nacque ad Amburgo. Da giovane soffrì di una malattia agli occhi che gliene danneggiò uno, e per tutto il resto della vita continuò ad avere problemi agli occhi.
Nel 1772 pubblicò Anleitung zur Kenntnis des Gestirnten Himmels, il più famoso dei suoi lavori, dove annunciò per la prima volta la legge di Bode, senza fare nessuna attribuzione a Titius.
Nel 1786 divenne direttore dell'osservatorio di Berlino dove, nel 1801, pubblicò Uranographia, un atlante celeste che puntava sia ad una accuratezza scientifica nel mostrare la posizione delle stelle e altri oggetti astronomici, sia all'interpretazione artistica delle figure che formano le costellazioni. Uranographia segnò l'apice delle rappresentazioni artistiche delle costellazioni. Gli atlanti successivi mostrano figure sempre meno elaborate, fino alla loro totale scomparsa.
Pubblicò anche un annuario astronomico, un altro piccolo atlante astronomico (Vorstellung der Gestirne) indirizzato all'astronomia amatoriale e un libro introduttivo alle costellazioni e alle loro leggende, che ebbe più di dieci ristampe.
Bode morì a Berlino il 23 novembre 1826, a 79 anni.

## Opere

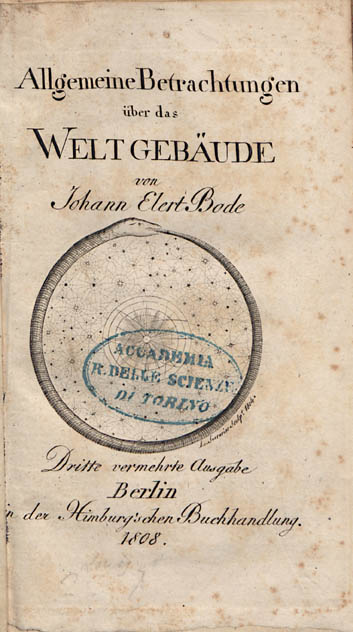
Allgemeine Betrachtungen über das Weltgebäude, 1808

- (DE) Allgemeine Betrachtungen über das Weltgebäude, Berlin, Himburg, 1808.